# 燕麥片

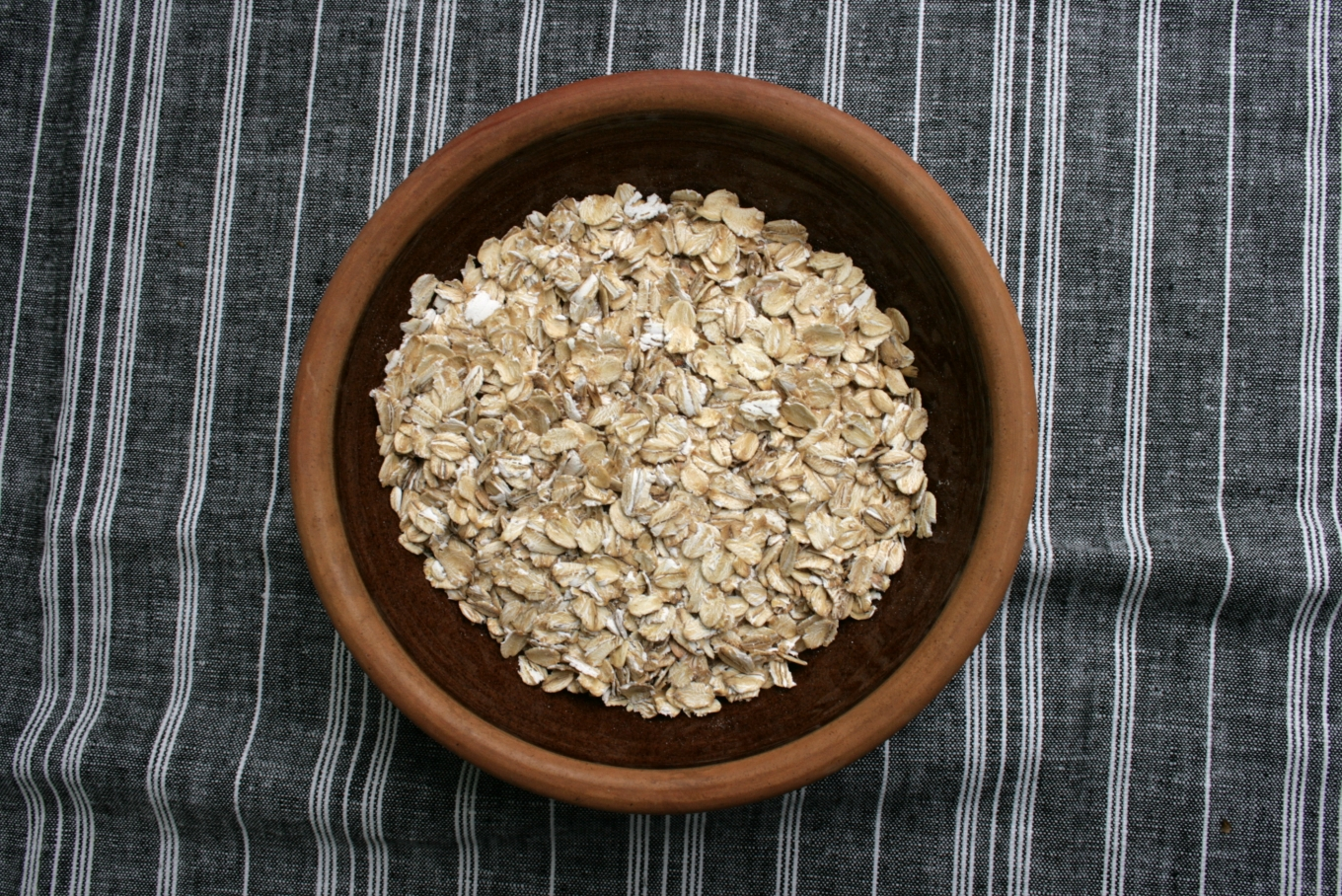
燕麥片

燕麥片（英語：Oatmeal），又稱麥片或麥皮，是由燕麥做成的食品。由於麥片食品的製作過程簡單，而且省時，有些種類的麥片只要經過開水沖泡就可以食用，也可以炒來吃，所以受到了許多人歡迎。燕麥在西方饮食中主要用來做麥片粥，或和果汁香料等混合一起焙製成一種乾燥食品，泡在牛奶中做早餐（如木斯里）。

## 相關
- 穀物片
- 粥
- 鮮奶
- 提子乾
- 桂格燕麥公司（Quaker Oats Company）是出產麥片方面的名牌公司，於1901年在芝加哥創立至今[1]。